# Fabci (Višnjan)
 Fabci  (olaszul: Fabaz) falu Horvátországban, Isztria megyében. Közigazgatásilag  Višnjanhoz tartozik.

## Fekvése
Az Isztria középső részén, Pazintól 14 km-re nyugatra, községközpontjától 6 km-re délkeletre, a 21-es számú főúttól 1 km-re keletre  fekszik.

## Története
A településnek 1880-ban 103, 1910-ben 163 lakosa volt. Az első világháború után a rapallói szerződés értelmében Isztria az Olasz Királysághoz került. A második világháború után Jugoszlávia része lett. Jugoszlávia felbomlása után 1991-ben a független Horvátország része lett. 2011-ben 49 lakosa volt.

## Lakosság
| Lakosság változása | Lakosság változása | Lakosság változása | Lakosság változása | Lakosság változása | Lakosság változása | Lakosság változása | Lakosság változása | Lakosság változása | Lakosság változása | Lakosság változása | Lakosság változása | Lakosság változása | Lakosság változása | Lakosság változása | Lakosság változása |
| ------------------ | ------------------ | ------------------ | ------------------ | ------------------ | ------------------ | ------------------ | ------------------ | ------------------ | ------------------ | ------------------ | ------------------ | ------------------ | ------------------ | ------------------ | ------------------ |
| 1857               | 1869               | 1880               | 1890               | 1900               | 1910               | 1921               | 1931               | 1948               | 1953               | 1961               | 1971               | 1981               | 1991               | 2001               | 2011               |
| 0                  | 0                  | 103                | 118                | 140                | 163                | 0                  | 0                  | 149                | 145                | 117                | 114                | 88                 | 74                 | 57                 | 49                 |